# Tutelle en France
Cet article concerne la mesure de protection d'une personne en situation d'incapacité juridique. Pour le mode de contrôle d'une personne morale de droit public, voir Tutelle administrative.
En droit civil français, la tutelle est une mesure de protection et de représentation juridique prononcée par le juge des tutelles permettant la protection par un tuteur d'une personne majeure dont les capacités physiques ou mentales sont altérées, ou de mineurs qui ne sont pas protégés par l'autorité parentale (décès des parents ou retrait de l'autorité parentale).
La tutelle est régie par les articles 390 à 413-8 du Code civil français pour les mineurs,, et 440 à 476 pour les majeurs,.
Le régime des tutelles a été modifié par la loi no 2007-308 du 5 mars 2007 portant réforme de la protection juridique des majeurs entrée en vigueur le 1er janvier 2009.
Il ne faut pas confondre la tutelle, mesure de protection judiciaire, et la tutelle administrative de droit public français, qui est une forme de pouvoir ou de contrôle d'une personne morale de droit public ou d'un organe administratif sur une autre institution publique.

## La tutelle aux mineurs
Les mineurs (la majorité civile en France est de 18 ans) doivent être placés sous une autorité qui assurera leur protection. Ainsi, leur capacité juridique est réduite du fait de leur jeune âge. Par principe, ils sont placés sous l'autorité et la protection de leurs parents. Toutefois, lorsque l'autorité parentale est défaillante, s'ouvre une mesure de tutelle aux mineurs.

« La tutelle s'ouvre lorsque le père et/ou la mère sont décédés ou se trouvent privés de l'exercice de l'autorité parentale.
Elle s'ouvre, aussi, à l'égard d'un enfant dont la filiation n'est pas légalement établie.
Il n'est pas dérogé aux lois particulières qui régissent le service de l'aide sociale à l'enfance. »

— Article 390 du Code civil.

### Ouverture de la tutelle aux mineurs
Ainsi, une mesure de tutelle s'applique à des mineurs qui ne sont pas protégés par l'autorité parentale, situation qui peut relever de trois cas :
- absence de filiation : les parents n'ont pas déclaré la naissance (voir : accouchement sous X) ;
- décès des parents ;
- retrait total de l'autorité parentale par le biais d'une condamnation pénale (art. 378 du Code civil[e]) ou civile (art. 378-1 du Code civil[f]) ; à noter que le retrait de l'autorité parentale d'un des parents n'empêche pas l'autre d'exercer seul son autorité.

### Organes de la tutelle

#### Organe décisionnaire: le conseil de famille
Le conseil de famille est composé d'un minimum de quatre membres, désigné par le juge des tutelles pour la durée de la mesure. Le juge des tutelles préside le conseil de famille. Le conseil de famille nomme le tuteur en son sein, sauf lorsque ce dernier a été désigné par testament par les parents décédés. Il désigne aussi le subrogé tuteur.
Le conseil de famille habilite le tuteur à accomplir les actes qui excèdent ses pouvoirs.
Enfin, le conseil de famille autorise certains actes particuliers, par exemple le mariage du mineur.

#### Organe exécutoire: le tuteur
Le tuteur est nommé au sein du conseil de famille (tutelle dative) s'il n'a pas été désigné dans le testament d'un des parents (tutelle testamentaire).
Le tuteur agit comme le représentant du mineur. Il gère le patrimoine du mineur, et s'occupe de sa personne.

#### Organes de surveillance: le juge des tutelles et le subrogé tuteur
Le subrogé tuteur est nommé par le conseil de famille, en son sein. Il remplit un rôle de surveillance de la mission du tuteur, et remplace ce dernier en cas de vacance ou d'opposition d'intérêts avec le mineur. Il reçoit du tuteur un compte de gestion et le transmet avec ses observations au directeur de greffe du tribunal judiciaire (pour les mineurs).
Le juge des tutelles prend les décisions concernant l'organisation de la tutelle. Il préside le conseil de famille, et en cas d'égalité, sa voix est prépondérante.

## La tutelle aux majeurs
La majorité permet l'acquisition de la pleine capacité juridique. Toutefois, un majeur atteint d'une altération de ses facultés peut être placé sous mesure de protection (sauvegarde de justice, curatelle ou tutelle).

### Ouverture de la tutelle aux majeurs
« Toute personne dans l'impossibilité de pourvoir seule à ses intérêts en raison d'une altération, médicalement constatée, soit de ses facultés mentales, soit de ses facultés corporelles de nature à empêcher l'expression de sa volonté peut bénéficier d'une mesure de protection juridique prévue au présent chapitre.
S'il n'en est disposé autrement, la mesure est destinée à la protection tant de la personne que des intérêts patrimoniaux de celle-ci. Elle peut toutefois être limitée expressément à l'une de ces deux missions. »

— Article 425 du Code civil.
Ainsi, contrairement à une tutelle aux mineurs, la tutelle aux majeurs n'est pas automatique, mais doit être demandée, soit par la famille, soit par des services sociaux ou par le procureur.

#### Dispositions communes aux mesures de protection
Tout d'abord, la loi no 2007-308 du 5 mars 2007 rappelle que les mesures de protections judiciaires doivent respecter trois principes fondamentaux : la subsidiarité, la nécessité et la proportionnalité,.
Ensuite, le Code civil aux articles 415 et suivants prévoit des conditions communes aux mesures de protection. Ainsi, les personnes majeures et les mineurs émancipés peuvent recevoir la protection de leur personne et de leurs biens que leur état ou leur situation rend nécessaire. Cette nécessité s'explique par l'impossibilité pour une personne de pourvoir seule à ses intérêts en raison d'une altération, médicalement constatée, soit de ses facultés mentales, soit de ses facultés corporelles de nature à empêcher l'expression de sa volonté.
Le Code civil prévoit que cette protection est instaurée et assurée dans le respect des libertés individuelles, des droits fondamentaux et de la dignité de la personne. Elle a pour finalité l'intérêt de la personne protégée, et doit favoriser, dans la mesure du possible, l'autonomie de celle-ci. La mesure doit alors être proportionnée et individualisée en fonction du degré d'altération des facultés personnelles de l'intéressé. S'il n'en est disposé autrement, cette mesure est destinée à la protection tant de la personne que des intérêts patrimoniaux de celle-ci. Elle peut toutefois être limitée expressément à l'une de ces deux missions.
Il appartient au juge des tutelles et au procureur de la République d'exercer une surveillance générale des mesures de protection.
La demande d'ouverture de la mesure peut être présentée au juge par la personne qu'il y a lieu de protéger ou, selon le cas, par son conjoint, le partenaire avec qui elle a conclu un pacte civil de solidarité ou son concubin, à moins que la vie commune ait cessé entre eux, ou par un parent ou un allié, une personne entretenant avec le majeur des liens étroits et stables, ou la personne qui exerce à son égard une mesure de protection juridique.
Elle peut être également présentée par le procureur de la République soit d'office, soit à la demande d'un tiers.
À noter que le juge des tutelles ne peut plus se saisir d'office depuis la loi no 2007-308 du 5 mars 2007 portant réforme de la protection juridique des majeurs.
La demande est accompagnée, à peine d'irrecevabilité, d'un certificat circonstancié rédigé par un médecin choisi sur une liste établie par le procureur de la République. Le coût de ce certificat est fixé par décret en Conseil d'État. Pour l'application du dernier alinéa du Code civil concernant les articles 426 et 431,, le médecin spécialiste peut solliciter l'avis du médecin traitant de la personne qu'il y a lieu de protéger.
Le juge statue, une fois la personne entendue ou appelée. L'intéressé peut être accompagné par un avocat, accompagnement non indispensable, ou, sous réserve de l'accord du juge, par toute autre personne de son choix.
Le juge peut toutefois, par décision spécialement motivée et sur avis du médecin mentionné à l'article 431 du Code civil, décider qu'il n'y a pas lieu de procéder à l'audition de l'intéressé si celle-ci est de nature à porter atteinte à sa santé ou s'il est hors d'état d'exprimer sa volonté.
Pour être opposable aux tiers, le jugement doit être mentionné en marge de l'acte de naissance de la personne protégée (article 493-2 du Code civil) et la décision est mentionnée au répertoire civil.
Toutes les personnes qui peuvent ouvrir une tutelle peuvent la contester par un recours devant la Cour d'appel ayant compétence dans le ressort territoriale (avant la loi no 2007-308 du 5 mars 2007, ce recours se faisait devant le tribunal de grande instance). À noter le délai extrêmement court pour contester : il est de 15 jours après la notification. Le jugement s'applique pendant cette procédure. La mesure dite de sauvegarde de justice, mesure provisoire, n'est pas susceptible d'appel.

#### Dispositions particulières de la tutelle aux majeurs
« La mesure est proportionnée et individualisée en fonction du degré d'altération des facultés personnelles de l'intéressé. »

— Article 428 in fine du Code civil.

« La tutelle n'est prononcée que s'il est établi que ni la sauvegarde de justice, ni la curatelle ne peuvent assurer une protection suffisante. »

— Article 440 in fine du Code civil.
Les autres régime de protection des majeurs doivent avoir été envisagés et éliminés. Ni la curatelle simple ou renforcée ou la sauvegarde de justice ne doivent être suffisantes.

### Les effets d'une tutelle aux majeurs
« Les pouvoirs du tuteur d'un enfant mineur ou les pouvoirs du tuteur d'un majeur en tutelle sont identiques et, dans les deux cas, la tutelle est organisée de la même manière ».
Si rien n'est prévu dans l'ordonnance du Juge des tutelles, la protection du majeur s'entend à la fois aux biens et à la personne (article 425 du Code Civil).

#### La protection de la personne
S'agissant de la protection de la personne, elle est prévue aux articles 457-1 à 463. Ces derniers prévoient globalement trois types d'actes touchant à la sphère de la protection de la personne :
- les actes strictement personnels de l'article 458 du Code civil[p] que le majeur accomplit seul ; l'article impose une liste non exhaustives d'actes strictement personnels : la déclaration de naissance d'un enfant, sa reconnaissance, les actes de l'autorité parentale relatifs à la personne d'un enfant, la déclaration du choix ou du changement du nom d'un enfant et le consentement donné à sa propre adoption ou à celle de son enfant. Elle choisit notamment son lieu de résidence et a le droit d'entretenir librement des relations personnelles. Le juge statue en cas de difficulté ;
- les décisions personnelles ordinaires de l'article 459 du Code civil alinéa 1[q] prises par le majeur seul ;
- les décisions personnelles touchant à l'intégrité personnelle ou à l'intimité de la vie privée (article 459 du Code civil alinéa 2[q]), qui nécessitent l'intervention du mandataire judiciaire ; toutefois, la personne chargée de la protection du majeur ne peut, sans l'autorisation du juge ou du conseil de famille s'il a été constitué, prendre une décision ayant pour effet de porter gravement atteinte à l'intégrité corporelle de la personne protégée ou à l'intimité de sa vie privée.

D'autres dispositions sont éparpillées dans le Code civil :
- le mariage doit être autorisé par le juge des tutelles, de même pour la conclusion d'un PACS ;
- le divorce par consentement mutuel lui est interdit de même que le divorce pour acceptation du principe de la rupture (art. 249-4[r] c.civ). Pour les autres cas de divorce, une demande peut être formée en son nom par le tuteur. Si une demande de divorce est formée par le conjoint, l'action est exercée contre le tuteur (art. 249-1[s] c.civ).

#### La protection des biens
Globalement, les pouvoirs du tuteur du majeur sont identiques à ceux du tuteur du mineur[réf. nécessaire].
Dans les trois mois de l'ouverture de la tutelle, le tuteur doit faire procéder à un inventaire des biens et le transmettre au directeur de greffe du tribunal d'instance. Idem s'agissant du compte de gestion, rendu annuellement, assorti de toutes les pièces justificatives.
La personne est représentée par le tuteur dans tous les actes de la vie civile. Globalement, le tuteur effectue seul les actes de conservation et d'administration; s'agissant des actes de disposition, l'autorisation du juge des tutelles est nécessaire. À noter que depuis le décret no 2008-1484 du 22 décembre 2008, la distinction entre les différents types d'actes est beaucoup plus claire.
Le tutélaire est représenté en Justice par le tuteur; il peut faire des donations, assisté ou représenté, avec l'autorisation du juge des tutelles.
Le majeur peut faire seul son testament avec l'autorisation du juge des tutelles. Par contre, il peut le révoquer seul[pas clair].

## Fin de la tutelle
La tutelle prend fin à la mort du majeur ou en cas de jugement de mainlevée de la tutelle. Elle prend aussi fin à l'échéance définie dans le jugement qui l'a prononcée, si elle n'a pas été renouvelée avant cette échéance.

## Statistiques
Selon une estimation de 2008, 750 000 personnes étaient en France sous tutelle, curatelle ou sauvegarde de justice au 31 décembre 2008. Le dispositif de suivi statistique a été renforcé avec la loi de 2007, et les données sont régulièrement publiées par le ministère des affaires sociales, ou celui de la justice. Fin 2014, il y avait un peu moins de 680 000 majeurs sous protection judiciaire, dont 365 000 sous tutelle (54 %) et 313 000 sous curatelle. Les personnes sous tutelle ont en moyenne 64 ans et celles sous curatelle près de 10 ans de moins. Les femmes sont légèrement majoritaires parmi la population des majeurs protégés, mais sont particulièrement surreprésentées au sein des personnes sous tutelle de plus de 80 ans.